# Polygala guaranitica
Polygala guaranitica är en jungfrulinsväxtart som beskrevs av Robert Hippolyte Chodat. Polygala guaranitica ingår i släktet jungfrulinssläktet, och familjen jungfrulinsväxter. Inga underarter finns listade i Catalogue of Life.